# Ornithogalum exscapum
Ornithogalum exscapum là một loài thực vật có hoa trong họ Măng tây. Loài này được Ten. mô tả khoa học đầu tiên năm 1811.